# Copa de las Regiones de la UEFA 2018-19
La Copa de las Regiones de la UEFA 2019 fue la undécima edición del campeonato de selecciones integradas exclusivamente por jugadores no profesionales de Europa organizado por la UEFA.
En la final, la Baja Silesia de Polonia derrotó a los anfitriones, Baviera, para convertirse en el segundo dos veces ganador de la Copa de las Regiones (junto a Véneto de Italia), después de ganar su primer título en 2007.

## Equipos participantes
Un total de 39 equipos participaron en el torneo. Cada una de las 55 federaciones miembro de UEFA podría enviar a un equipo de representantes aficionados regionales que se clasificó a través de una competición clasificatoria nacional, o cuando corresponda, su equipo nacional de representantes aficionados.
Las asociaciones se clasificaron según sus coeficientes de la UEFA, calculadas en función de los resultados de las últimas tres temporadas (2013, 2015, 2017), para decidir sobre la ronda en la que entraron sus equipos y sus bombos en los sorteos de la ronda preliminar e intermedia. Las 27 asociaciones principales ingresaron a la ronda intermedia, mientras que las 12 asociaciones inferiores (clasificadas 28–39) ingresaron a la ronda preliminar.
Los sorteos de las rondas preliminares e intermedias se llevaron a cabo el 6 de diciembre de 2017, 13:30 CET (UTC + 1), en la sede de la UEFA en Nyon, Suiza. El mecanismo de los sorteos para cada ronda fue el siguiente:
- En la ronda preliminar, los doce equipos se dividieron en tres grupos de cuatro sin ningún tipo de restricción.
- En la ronda intermedia, los 32 equipos se dividieron en ocho grupos de cuatro. Cada grupo contenía un equipo del bote A, un equipo del bote B, un equipo del bote C y un equipo del bote D o uno de los cinco equipos que avanzaron desde la ronda preliminar (cuya identidad no se conocía en el momento del sorteo):
  - El ganador del Grupo A de la ronda preliminar se asignaría al Grupo 1.
  - El ganador del Grupo B de la ronda preliminar se asignaría al Grupo 2.
  - El ganador del Grupo C de la ronda preliminar se asignaría al Grupo 3.
  - El mejor segundo de la ronda preliminar se asignaría al Grupo 4.
  - El segundo mejor segundo de la ronda preliminar se asignaría al Grupo 5.
  - Los tres equipos del Bote D serían sorteados a los Grupos 6–8.

Por razones políticas, los equipos de Rusia y Ucrania no se unirían en el mismo grupo. Los anfitriones para cada grupo en las rondas preliminares e intermedias se seleccionarían después del sorteo.
| Ronda de entrada | Pos. | Asociación           | Equipo                                             | Torneo de clasificación                                                      | Coef   | Bote |
| ---------------- | ---- | -------------------- | -------------------------------------------------- | ---------------------------------------------------------------------------- | ------ | ---- |
| Ronda intermedia | 1    | Croacia              | Zagreb                                             | Torneo de clasificación de Croacia 2018                                      | 13.667 | A    |
| Ronda intermedia | 2    | Irlanda              | Munster/Úlster (Región 1)                          | Torneo de clasificación de Irlanda 2018                                      | 13.333 | A    |
| Ronda intermedia | 3    | España               | Castilla y León                                    | Campeonato Nacional de Selecciones Autonómicas 2017-18                       | 12.667 | A    |
| Ronda intermedia | 4    | Rusia                | Distrito federal del Sur – YuFu (Óblast de Rostov) | Torneo de clasificación de Rusia 2017-18                                     | 12.333 | A    |
| Ronda intermedia | 5    | Italia               | Toscana                                            | Trofeo de la Región 2017                                                     | 12.000 | A    |
| Ronda intermedia | 6    | Turquía              | Estambul                                           | Torneo de clasificación de Turquía 2018                                      | 11.333 | A    |
| Ronda intermedia | 7    | Hungría              | Győr-Moson-Sopron (Región oeste)                   | Torneo de clasificación de Hungría 2018                                      | 11.000 | A    |
| Ronda intermedia | 8    | Alemania             | Baviera                                            | Anfitrión                                                                    | 10.667 | A    |
| Ronda intermedia | 9    | Polonia              | Baja Silesia                                       | Fase polaca de la Copa de las Regiones de la UEFA 2017                       | 10.333 | B    |
| Ronda intermedia | 10   | República Checa      | Hradec Králové                                     | Fase checa de la Copa de las Regiones de la UEFA 2018                        | 10.000 | B    |
| Ronda intermedia | 11   | Irlanda del Norte    | Mid Úlster/Condado de Antrim (Región oriental)     | Torneo de clasificación de Irlanda del Norte 2018                            | 9.167  | B    |
| Ronda intermedia | 12   | Ucrania              | Óblast de Leópolis                                 | Copa Regional FFU 2018                                                       | 9.000  | B    |
| Ronda intermedia | 13   | Bulgaria             | Suroeste de Bulgaria                               | Selección regional amateur                                                   | 9.000  | B    |
| Ronda intermedia | 14   | Francia              | Normandía                                          | Fase francesa de la Copa de las Regiones de la UEFA 2018                     | 8.000  | B    |
| Ronda intermedia | 15   | Inglaterra           | North Riding                                       | Copa Interliga de la FA 2017-18                                              | 7.667  | B    |
| Ronda intermedia | 16   | Serbia               | Voivodina                                          | Fase serbia de la Copa de las Regiones 2018                                  | 7.667  | B    |
| Ronda intermedia | 17   | Bielorrusia          | Energetik-BGATU Minsk                              | Fase bielorrusa de la Copa de las Regiones 2017                              | 7.333  | C    |
| Ronda intermedia | 18   | Bosnia y Herzegovina | Sarajevo Oriental                                  | Copa de las Regiones de la Asociación de Fútbol de Bosnia y Herzegovina 2018 | 7.333  | C    |
| Ronda intermedia | 19   | Eslovaquia           | Oeste de Eslovaquia                                | Fase eslovaca de la Copa de las Regiones de la UEFA 2017                     | 7.000  | C    |
| Ronda intermedia | 20   | Azerbaiyán           | Uğur Sumqayit                                      | Liga Amateur de la FFA 2016-17                                               | 7.000  | C    |
| Ronda intermedia | 21   | Portugal             | Braga                                              | Copa de las Regiones de Portugal 2018                                        | 7.000  | C    |
| Ronda intermedia | 22   | Suiza                | Cantón de Vaud                                     | Fase suiza de la Copa de las Regiones de la UEFA 2018                        | 6.000  | C    |
| Ronda intermedia | 23   | Letonia              | LDZ Cargo/DFA                                      | Segunda Liga de Letonia 2017                                                 | 5.667  | C    |
| Ronda intermedia | 24   | Malta                | Gozo                                               | Selección regional amateur                                                   | 5.667  | C    |
| Ronda intermedia | 25   | San Marino           | San Marino                                         | Selección nacional amateur                                                   | 5.000  | D    |
| Ronda intermedia | 26   | Moldavia             | Ialoveni                                           | Copa Amateur de Moldavia 2018                                                | 5.000  | D    |
| Ronda intermedia | 27   | Finlandia            | KaaPo (Distrito oeste)                             | Fase finlandesa de la Copa de las Regiones de la UEFA 2017                   | 5.000  | D    |
| Ronda preliminar | 28   | Macedonia del Norte  | Macedonia                                          | Selección regional amateur                                                   | 4.833  | 1    |
| Ronda preliminar | 29   | Rumania              | Buzău                                              | Fase rumana de la Copa de las Regiones de la UEFA 2018                       | 4.667  | 1    |
| Ronda preliminar | 30   | Israel               | Ironi Tiberias                                     | Liga Alef play-off 2017-18                                                   | 4.667  | 1    |
| Ronda preliminar | 31   | Escocia              | Escocia central                                    | Selección regional amateur                                                   | 4.333  | 1    |
| Ronda preliminar | 32   | Lituania             | Nevėžis                                            | Pirma lyga 2017 (elegido por asociación)                                     | 4.333  | 1    |
| Ronda preliminar | 33   | Suecia               | Kozara (Gotemburgo)                                | Fase sueca de la Copa de las Regiones de la UEFA 2017                        | 4.000  | 1    |
| Ronda preliminar | 34   | Eslovenia            | Maribor                                            | Fase eslovena de la Copa de las Regiones de la UEFA 2018                     | 4.000  | 1    |
| Ronda preliminar | 35   | Gales                | Gales del Sur                                      | Fase galesa de la Copa de las Regiones de la UEFA 2018                       | 3.333  | 1    |
| Ronda preliminar | 36   | Grecia               | Eubea                                              | Fase griega de la Copa de las Regiones de la UEFA 2018                       | 2.667  | 1    |
| Ronda preliminar | 37   | Estonia              | Paide Linnameeskond III                            | Copa Pequeña de Estonia 2017                                                 | 2.000  | 1    |
| Ronda preliminar | 38   | Kazajistán           | Dostar Astana                                      | Campeonato Amateur de Kazajstán 2017                                         | 1.000  | 1    |
| Ronda preliminar | 39   | Georgia              | Chabonama                                          | Fase georgiana de la Copa de las Regiones de la UEFA 2017                    | —      | 1    |

| Albania    | Andorra    | Armenia      | Austria       |
| Bélgica    | Chipre     | Dinamarca    | Islas Feroe   |
| Gibraltar  | Islandia   | Kosovo       | Liechtenstein |
| Luxemburgo | Montenegro | Países Bajos | Noruega       |